# Agrostis pringlei
Agrostis pringlei é uma espécie de gramínea do gênero Agrostis, pertencente à família Poaceae.